# Symfonie nr. 4 (Sinding)
Christian Sinding voltooide zijn Symfonie nr. 4 opus 129 "Winter en lente" vlak voordat het stuk in première moest gaan op zijn 80e verjaardag 11 januari 1936. Het is zijn laatste grote compositie en het behoort ook tot de laatste composities die hij ooit zou schrijven. Na voltooiing begon dementie een behoorlijke invloed op zijn leven te krijgen.
Het thema van deze symfonie is de overgang van winter naar lente, een programma dat prima paste binnen de romanticus, die Sinding (nog) was. Voor een werk uit 1936 klinkt de symfonie dan ook enigszins gedateerd, zonder enige invloed van nieuwe componeertechnieken. De muziek is gerelateerd aan die van Richard Strauss. Sinding had geen geluk, zijn muziek stond eigenlijk volledig in de schaduw van de muziek van Edward Grieg. Voorts maakte Sinding zich niet populair door in de Tweede Wereldoorlog vlak voor zijn dood lid te worden van de Nasjonal Samling. Dat lidmaatschap is altijd omstreden geweest, aangezien hij geen contributie hoefde te betalen, hij zich voor de oorlog juist afzette tegen de toen al opgerichte partij en zijn toenemende dementie. De NS had wellicht de componist gestimuleerd lid te worden wetende dat Sinding populair was.
De symfonie is in wezen geen symfonie (een scherzodeel ontbreekt) maar een rapsodie. Als rapsodie is het stuk doorgecomponeerd (wordt achter elkaar doorgespeeld), als symfonie heeft het zeven segmenten:
1. Maestose
2. Andante
3. Moderato
4. Vivace
5. Largamento
6. Andante
7. Non troppo allegro

De opening is (relatief) pompeus, terwijl in andere delen juist een sprookjesachtig beeld wordt opgeroepen, zoals de fluitsolo die klinkt als een rondfladderende vlinder.

## Orkestratie
- 3 dwarsfluiten waarvan 1 piccolo, 3 hobo's waarvan1 althobo, 3 klarinetten waarvan 1 basklarinet, fagotten waarvan 1 contrafagot
- 4 hoorns, 3 trompetten, 3 trombones, 1 tuba
- pauken, percussie, 1 harp, 1 piano, violen, altviolen, cello's, contrabassen

## Discografie
- Uitgave Apex, het Noors Radio Orkest o.l.v. Ari Rasilainen; opname 2000
- Uitgave CPO: NDR Radiophilharmonie o.l.v. David Porcelijn; opname 2003